# Cesare Leonardi
Cesare Leonardi (Modena, 3 giugno 1935 – Modena, 4 febbraio 2021) è stato un architetto italiano.

## Biografia
Si iscrive alla Facoltà di architettura dell'Università di Firenze nel 1956, dove segue le lezioni di Adalberto Libera, Ludovico Quaroni, Leonardo Savioli, con cui si laurea nel 1970. Durante le estati del 1959 e del 1960 trascorre un periodo di apprendistato presso lo studio di Marcello D’Olivo a Udine, dove sviluppa l’interesse per l’architettura degli alberi. Nel 1963 apre uno studio a Modena con Franca Stagi. Insieme si occupano di design, architettura e progettazione del verde fino al 1983. Tra i loro oggetti più noti, le Poltrone Nastro, Dondolo, Eco sono entrate a far parte della collezione permanente di musei quali il MoMA di New York, il Victoria and Albert Museum di Londra, il Vitra Design Museum di Weil am Rhein. 
L’attività di fotografo accompagna tutta la sua produzione quale strumento per documentare, indagare, progettare, assumendo anche il carattere di ricerca artistica autonoma, soprattutto negli anni settanta. Alla fine degli anni sessanta inizia l’attività di scultore, che abbandona temporaneamente alla metà degli anni ottanta. Dal 1983 Leonardi avvia un’attività professionale autonoma incentrata sulla sperimentazione nel campo del design e dell’urbanistica. Nel 1990 si trasferisce nella casa-studio in viale Emilio Po a Modena, da lui stesso progettata e ora anche sede dell'archivio. Dal 2000, terminata l’attività professionale, si dedica principalmente alla fotografia, alla scultura e alla pittura. Nel 2011 la Soprintendenza per i Beni Archivistici della Regione Emilia-Romagna, dichiara il suo archivio professionale “bene culturale particolarmente importante”. Tra il 2015 e il 2019 l'archivio, nell'ambito delle attività dell'Associazione Archivio Architetto Cesare Leonardi (attiva dai primi anni 2000 e divenuta Fondazione Archivio Leonardi successivamente alla morte dell'architetto), è stato oggetto di un intervento di riordino e inventariazione analitica culminato nella successiva pubblicazione dell'inventario nei portale Strumenti di Ricerca on line del SAN (Sistema Archivistico Nazionale).
Leonardi mori nel 2021, dopo una lunga malattia e complicazioni da Covid-19. 

## La carriera
Le prime sperimentazioni nel campo del design avvengono durante gli studi universitari, tra il 1956 e il 1962. Nel 1961 realizza con Franca Stagi il prototipo della poltrona Nastro e nel 1963 fonda con lei lo studio Leonardi-Stagi. Nel 1966 lo studio progetta un centro sportivo a Vignola, un parco a scala territoriale in cui le attività sportive convivono con l’ambiente fluviale.
Nel campo del design, alla poltrona Nastro si aggiungono la poltrona Eco e il Dondolo, alimentando una produzione centrata sull’uso della vetroresina e sulla “resistenza per forma”. Nel 1968 i tre pezzi sono messi in produzione dall’azienda Bernini di Figline Valdarno ed esposti all’8º Salone Internazionale del Mobile di Milano. Negli anni seguenti Leonardi e Stagi sviluppano molti altri progetti in vetroresina e dal 1969 una serie di lampade per la ditta Lumenform di Marghera. Il Dondolo viene esposto nel 1970 alla Whitechapel Art Gallery di Londra in occasione della mostra Modern Chairs 1918-1970, e nel 1972 al MoMA di New York in occasione della mostra Italy: The New Domestic Landscape a cura di Emilio Ambasz. 
Nel biennio 1967-1968 Leonardi partecipa a Parole sui Muri, festival estemporaneo dedicato alla produzione artistica d’avanguardia e alla poesia visuale che si svolge nelle strade e nelle piazze di Fiumalbo, località sull’Appennino modenese.
Nel 1970 lo studio Leonardi-Stagi vince il concorso per Parco della Resistenza a Modena, con il progetto oggetto della tesi di laurea di Leonardi. Ad esso seguiranno i progetti per Parco Amendola a Modena, Piazza Michelangelo a Imola, dei Centri Nuoto di Vignola e di Mirandola, che coniugano il tema del parco con quello delle attrezzature per lo sport e il tempo libero, per il complesso seicentesco del Collegio San Carlo a Modena, unica importante realizzazione dello studio nell’ambito del restauro. 
Nel frattempo Leonardi sviluppa una ricerca artistica autonoma, soprattutto nel campo della fotografia. Nel 1978 espone le proprie fotografie prima in una mostra presso la Galérie Olivetti di Parigi con Franco Fontana e Luigi Ghirri, poi in una mostra personale alla Galleria Civica di Modena. Nello stesso anno viene incaricato da Lanfranco Colombo di allestire la sezione italiana di fotografia del festival Rencontres internationales de la photographie di Arles.
Nel 1982 a compimento di una ricerca ventennale esce il volume L’Architettura degli Alberi. Nel 1983 avvia la ricerca progettuale sulla Struttura Reticolare Acentrata (SRA), applicata alla progettazione dei parchi e del territorio, giungendo nel 1988 a descriverne le basi teoriche, il metodo e le sperimentazioni svolte fino a quel momento. L'unica opera realizzata con tale sistema è il parco di Bosco Albergati, concluso nel 1990. 
Nello stesso anno riprende l’esperienza del design, sviluppando la produzione artigianale Solidi, soluzioni d’arredo realizzate con il legno giallo utilizzato per le casseforme del cemento armato.

## Architettura
Progetti Studio Leonardi-Stagi
- 1963 concorso per Museo al deportato per motivi politici e razziali di Carpi, 2º premio
- 1965-1966 Centro sportivo intercomunale Vignola, progetto urbanistico e paesaggistico
- 1965-1968 Casa Montanari e laboratorio, Modena
- 1970 concorso per Parco della Resistenza, Modena, vincitore
- 1971 concorso per l'ampliamento del Cimitero di San Cataldo, Modena, menzione speciale
- 1972-1974 Parco di piazza Michelangelo, Imola
- 1972-1981 Parco Amendola, Modena
- 1973-1980 Centro Nuoto, Mirandola
- 1973-1982 Centro Nuoto intercomunale, Vignola
- 1977-1982 Chiesa di San Carlo, Modena, restauro

Progetti di Cesare Leonardi 
- 1987-1989 Strada Cispadana e SS 12 Abetone-Brennero, progetto paesaggistico
- 1987-1990 Casa-studio Leonardi, Modena
- 1988-1996 Parco di Bosco Albergati, Castelfranco Emilia
- 1994-1998 Ampliamento di Casa Montanari, Modena

## Design Industriale
- 1961 Poltrona Nastro per Bernini
- 1966 Poltrona Eco (Guscio) per Bernini
- 1966 Poltrona Dondolo per Bernini
- 1967 Sedia Zeta per Bernini
- 1967 Tavolo Quadrante per Bernini
- 1968 Tavolino ¾ e ¾ Tris per Fiarm/Elco
- 1969-1971 lampade per Lumenform (Bowling, Elica, Jeep, Metro, Molla, Pupa, Ritto)
- 1970 Portafrutta XYZ per Fiarm/Elco
- 1970 Portaombrelli Cuneo e Lenticchia per Fiarm/Elco